# SN 1994ac
SN 1994ac – supernowa typu II odkryta 11 września 1994 roku w galaktyce M+00-60-52. W momencie odkrycia miała maksymalną jasność 18,50m.